# Dangme East District
Dangme East District är ett distrikt i Ghana.   Det ligger i regionen Östra regionen, i den sydöstra delen av landet, 80 km öster om huvudstaden Accra. Antalet invånare är 104 184. Arean är 721 kvadratkilometer.
Terrängen i Dangme East District är platt.